# Argyresthia fuscilineella
Argyresthia fuscilineella is een vlinder uit de familie van de pedaalmotten (Argyresthiidae). De wetenschappelijke naam van de soort werd in 1850 gepubliceerd door Bruand.